# Chiesa di Santa Maria Assunta (Lana, Italia)
La chiesa di Santa Maria Assunta è la parrocchiale di Lana in Alto Adige. Fa parte del decanato di Lana-Tesimo e risale al XV secolo.

## Storia

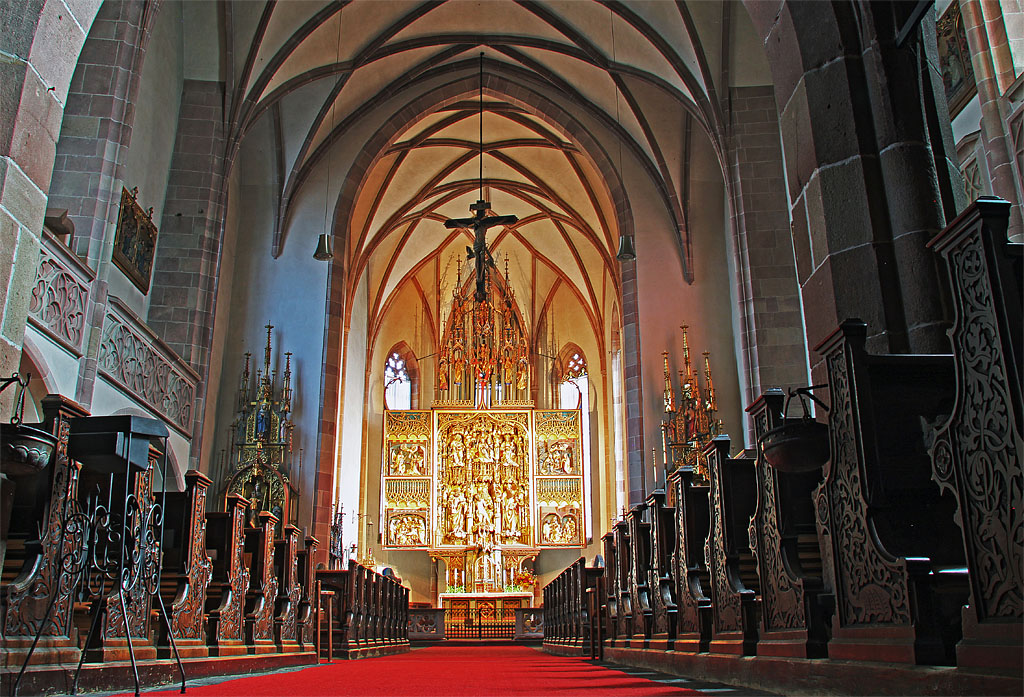
Interno della chiesa di Santa Maria Assunta, Lana.

A Lana di Sotto la costruzione del tempio che ci è pervenuto risale al XV secolo, e sul sito in precedenza si trovava una chiesa molto più antica, in stile romanico. Dopo che i lavori furono ultimati venne consacrata a Santa Maria Assunta nel 1492.
L'altare maggiore, opera dello scultore Hans Schnatterpeck, richiese un particolare impegno, anche economico. Vi lavorarono per circa otto anni lo scultore e i suoi assistenti e fu ultimato verso il 1511, quando poi venne solennemente consacrato.

## Descrizione
La chiesa si trova in posizione leggermente decentrata nel centro urbano, a sud, e il suo orientamento è verso ovest. Rappresenta uno degli edifici religiosi in stile tardogotico più significativi dell'intero Alto Adige.
L'edificio dall'aspetto severo mostra linee semplici. Ha una notevole altezza e il prospetto principale, in pietra a vista come tutte le altre facciate, è arricchito di un portico su due piani che si regge su quattro colonne e cinque archi rifinito con intonacatura bianca. Al portale che si trova sotto tale portico si accede dall'area cimiteriale, nella quale si trova il tempio. La torre campanaria si alza isolata, nella parte posteriore, e presenta una cuspide acuta sotto la quale si trova la cella campanaria. Le finestre della cella sono ad arco acuto. Il concerto delle campane risale al XVI secolo. La navata interna è unica, e nella parte presbiteriale è ospitato l'altare di Schnatterpeck.

### Altare di Schnatterpeck

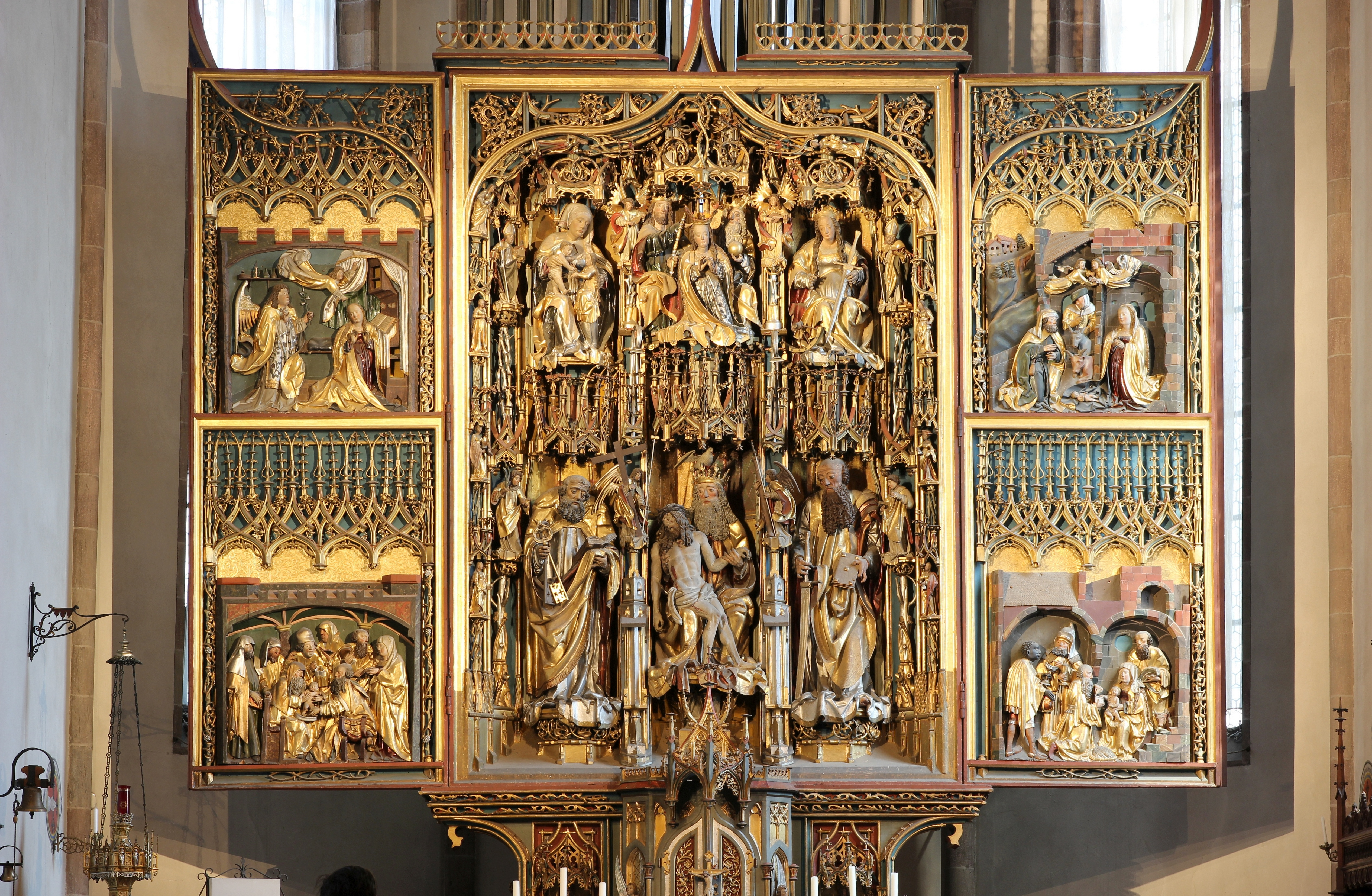
Particolare dell'altare di Schnatterpeck nella chiesa di Santa Maria Assunta di Lana.

L'altare di Schnatterpeck è uno dei più rappresentativi trittici dell'intero arco alpino, e il più grande come dimensioni (altezza di 14 metri e larghezza di 7 metri). Fu realizzato subito dopo l'erezione del tempio, nei primi anni del XVI secolo. Tutta la popolazione contribuì per raccogliere l'enorme somma necessaria alla sua realizzazione, di circa 1600 fiorini renani. Vi lavorarono per otto anni Hans Schnatterpeck coi suoi allievi.
Le sculture nel grande trittico si rifanno ad episodi biblici. Al centro, nella parte bassa, statua di Dio Padre regge il Cristo morto, ai lati le statue raffiguranti San Pietro e San Paolo.